# Leah Lewis
Leah Marie Liang Lewis, conocida artísticamente como Leah Lewis, (Shanghái, 9 de diciembre de 1996) es una actriz estadounidense de origen chino que comenzó su carrera como actriz infantil. Es conocida por sus papeles de Ellie Chu en la película de Netflix The Half of It (2020), Georgia «George» Fan en la serie Nancy Drew de The CW y como la voz de Candela Lumen en la película de Pixar Elemental (2023).

## Biografía

### Infancia y juventud
Lewis fue adoptada de un orfanato en Shanghái (China) cuando tenía ocho meses y se crio en Windermere (Florida). Su hermana menor, Lydia, no relacionada biológicamente, fue adoptada más tarde en el mismo orfanato. Sus padres, Frederick y Lorraine Lewis, son ambos agentes inmobiliarios.
Descubrió las artes escénicas cuando estudiaba en Crenshaw School en Orlando (Florida). También asistió a la Escuela Primaria Thornebrooke en Ocoee (Florida); además se formó en la escuela secundaria Southwest en Orlando, así como a la escuela secundaria Gotha. Ella y su madre se mudaron de Los Ángeles a Orlando durante su adolescencia. A los 17 años, regresó a Orlando para terminar la escuela secundaria en Olympia High School y luego se mudó sola a Los Ángeles a los 20 años.

### Carrera
A una edad muy temprana comenzó a trabajar en comerciales. Una vez que su familia se mudó a Los Ángeles, actuó en la película de Nickelodeon de 2012, Fred 3: Camp Fred donde interpreta el personaje de personaje Spoon. En 2013, audicionó para la cuarta temporada de The Voice, donde cantó la canción Blown Away de Carrie Underwood. Ninguno de los entrenadores giró sus sillas, lo que significa que Leah no llegó al programa. En 2015 y 2016, apareció en los programas de Disney Best Friends Whenever, así como en Gamer's Guide to Pretty Much Everything. También fue un personaje principal en la segunda temporada de la serie web Guidance, producida por Michelle Trachtenberg.
Una vez que regresó a Los Ángeles después de graduarse de la escuela secundaria, comenzó a conseguir papeles episódicos en varias en series de televisión como Station 19 y The Good Doctor. Además tuvo un papel recurrente en la serie Charmed de The CW. Luego se unió al elenco principal de la serie Nacy Drew de The CW, una adaptación televisiva de la saga de libros de literatura juvenil Nancy Drew Mystery Stories en la que interpreta a Georgia «George» Fan, basada en el personaje original de George Fayne.
Su primer papel importante en una película fue con el personaje principal Ellie Chu en la película The Half of It de 2020 de Netflix. En una entrevista con la revista Teen Vogue el 1 de mayo de 2020 dijo sobre su papel en la película que:

La mayoría de la gente piensa que una historia de amor tiene una ecuación, y eso suele ser chico conoce a chica, chica conoce a chico o chica conoce a chica. Sin embargo, en este caso, es una historia de amor propio porque estos personajes en realidad no terminan juntos, pero al final, terminan con algo. Para mí, eso es incluso más valioso que simplemente encontrar tu otra mitad; es encontrar una parte de ti mismo en el camino. Es una historia de amor, simplemente no es una historia de "romance"

El 9 de septiembre de 2022, durante la gala del D23: The Official Disney Fan Club celebrada en el Centro de Convenciones de Anaheim en California, Pixar anunció su nueva película Elemental,  ambientada en una ciudad donde conviven juntos seres de fuego, agua, tierra y aire. Los dos protagonistas principales son Candela Lumen (Leah Lewis) quien es una «joven mujer ruda, ingeniosa y fogosa», y Wade Ripple (Mamoudou Athie) un «tipo divertido y algo cursi». La película se estrenó el 16 de junio de 2023. También se unió al elenco de la película animada de Paramount+ de 2024, The Tiger's Apprentice, que se estrenó el 2 de febrero de 2024.

## Vida personal
Aparte de su faceta como actriz también canta, toca la guitarra y se dedica a la fotografía. En mayo de 2016, comenzó a salir con el músico y actor Payson Lewis. La pareja casualmente comparte el mismo apellido.

## Filmografía

### Cine
| Año  | Título                 | Papel                      | Notas                                          | Ref.          |
| ---- | ---------------------- | -------------------------- | ---------------------------------------------- | ------------- |
| 2006 | Lullaby                | Alice de joven             | Cortometraje                                   |               |
| 2006 | Circumstance           | Chica vietnamita           | Cortometraje                                   |               |
| 2007 | Nanking                | Chica de la pancarta (voz) | Película documental sobre la Masacre de Nankín |               |
| 2007 | Gua zi                 | Mei                        | Cortometraje                                   |               |
| 2020 | The Half of It         | Ellie Chu                  |                                                | [ 20 ]        |
| 2020 | How to Deter a Robber  | Heather Williams           |                                                |               |
| 2023 | Elemental              | Candela Lumen (voz)        | Película de animación; personaje principal     | [ 21 ] [ 11 ] |
| 2023 | Tripped Up             | Lizzy                      |                                                | [ 22 ]        |
| 2024 | The Tiger's Apprentice | Räv (voz)                  | Película de animación                          | [ 13 ]        |
| 2025 | Dog Years              | Olivia                     | Posproducción                                  | [ 23 ]        |

### Televisión
| Año       | Título                                  | Papel                          | Notas                                    | Ref.   |
| --------- | --------------------------------------- | ------------------------------ | ---------------------------------------- | ------ |
| 2006      | The New Adventures of Old Christine     | Tess                           | Episodio: «The Passion of the Christine» |        |
| 2006      | Paloozaville                            | Leah                           |                                          |        |
| 2012      | Fred 3: Camp Fred                       | Spoon                          | Telefilme                                |        |
| 2012      | Madison High                            | Peyton Hall                    | Episodio piloto                          |        |
| 2013      | The Voice                               | Ella misma, concursante        | Audiciones a ciegas                      |        |
| 2015-2016 | Gamer's Guide to Pretty Much Everything | Lika                           | 2 episodios                              |        |
| 2016      | Best Friends Whenever                   | Álex                           | Episodio: «Girl Code»                    |        |
| 2018      | Playing Dead                            | Cassie                         | Episodio piloto                          |        |
| 2018      | Light as a Feather                      | Gabby Darwish                  | Episodio: «Innocent as a Lamb»           |        |
| 2018      | The Good Doctor                         | Katherine «Kitty» Kwon         | Episodio: «Tough Titmouse»               |        |
| 2018      | Charmed                                 | Ángela Wu                      | 3 episodios                              |        |
| 2018-2019 | Station 19                              | Shannon                        | 2 episodios                              |        |
| 2019      | The Gifted                              | Clarice de joven               | Episodio: «hoMe»                         |        |
| 2019-2022 | Nancy Drew                              | Georgia «George» Fan           | Papel principal; 49 episodios            |        |
| 2021      | It's Pony                               | Max (voz)                      | 2 episodios                              | [ 24 ] |
| 2022-2024 | Batwheels                               | Cassandra Cain / Batgirl (voz) | 4 episodios                              | [ 25 ] |
| 2024-2025 | Matlock                                 | Sarah Yang                     | 19 episodios                             | [ 26 ] |

### Series web
| Año  | Título      | Papel      | Notas                         | Ref. |
| ---- | ----------- | ---------- | ----------------------------- | ---- |
| 2016 | Sing It!    | Sophie Chu | Papel recurrente; 6 episodios |      |
| 2016 | Teens React | Ella misma | 2 episodios                   |      |
| 2016 | Guidance    | Liddy      | Papel principal (temporada 2) |      |
| 2018 | My Dead Ex  | Amber      | Episodio: «The Z Word»        |      |

### Vídeos musicales
| Año  | Canción         | Artista                                | Álbum         | Ref.   |
| ---- | --------------- | -------------------------------------- | ------------- | ------ |
| 2005 | Love Generation | Bob Sinclar interpretado por Gary Pine | Western Dream | [ 27 ] |

## Premios y nominaciones
| Año  | Premio                   | Categoría                                                                                       | Papel                                   | Resultado | Ref.   |
| ---- | ------------------------ | ----------------------------------------------------------------------------------------------- | --------------------------------------- | --------- | ------ |
| 2013 | Young Artist Awards      | Mejor actuación en una película para televisión, miniserie, especial o piloto: actriz principal | Fred 3: Camp Fred                       | Nominada  | [ 28 ] |
| 2016 | Young Artist Awards      | Mejor actuación en una serie de televisión - Actriz protagonista invitada                       | Gamer's Guide to Pretty Much Everything | Nominada  | [ 29 ] |
| 2016 | Young Entertainer Awards | Mejor actriz joven invitada - serie de televisión                                               | Best Friends Whenever                   | Nominada  | [ 30 ] |